# Franca Florio
Franca Florio, all'anagrafe Francesca Jacona della Motta di San Giuliano (Palermo, 27 dicembre 1873 – Migliarino Pisano, 10 novembre 1950), è stata una nobildonna e socialite italiana, discendente di una famiglia dell'aristocrazia siciliana e figura di spicco della Belle Époque.

## Biografia

### Famiglia
Era figlia del barone Jacona della Motta di San Giuliano e di Costanza Notarbartolo di Villarosa, famiglia di importanti aristocratici palermitani. 

### Matrimonio

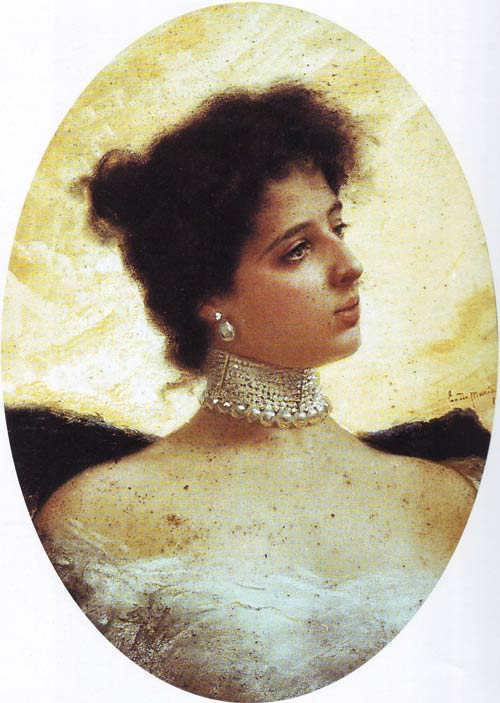
Franca Florio a vent'anni, ritratta da Ettore De Maria Bergler nel 1893

Il futuro marito Ignazio Florio Jr, figlio di Ignazio Senior e di Giovanna D'Ondès Trigona apparteneva alla famiglia che deteneva, allora, il maggior potere economico dell’isola di Sicilia ed appariva anche per intelligenza e cultura un ottimo partito. 
Tuttavia le nozze fra i giovani furono inizialmente ostacolate dalla cattiva fama di donnaiolo di Ignazio; inoltre donna Giovanna riteneva che il figlio si fosse subito compromesso troppo con Franca. I baroni di San Giuliano non navigavano economicamente in buone acque. La famiglia di lei si trasferì in Toscana, per sfuggire alla corte insistente di Ignazio, o secondo altri per sfuggire ai creditori, ma alla fine i genitori acconsentirono alle nozze dei ragazzi. Franca e Ignazio si sposarono a Livorno l'11 febbraio 1893. Fu una cerimonia intima, con pochi invitati. Così a 20 anni Franca entrava a pieno titolo in Casa Florio, prendendone il nome.

### Figli

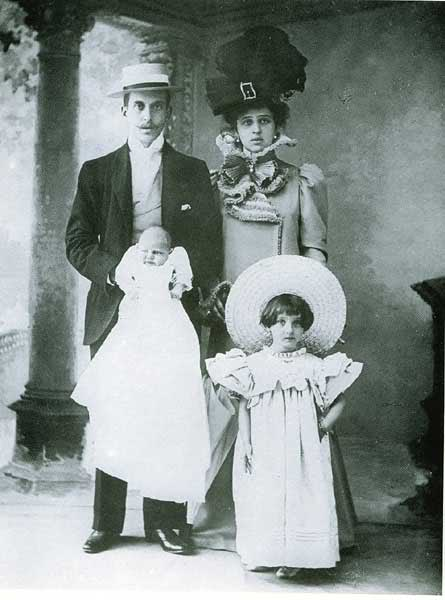
Ignazio jr. e Franca Florio ed i figli Giovanna e Ignazio.

Franca ebbe cinque figli: Giovanna (1893-1902), Ignazio (1895-1903), Igiea Costanza (1900-1974), Giacobina (1903-1903) e infine Giulia (chiamata come la bisnonna e la zia paterna Giulia Florio)  nata nel 1909 e morta a Roma nel 1987.
In un breve periodo di tempo Franca subì la dolorosa perdita di tre bambini, prima Giovannuzza per malattia, poi l'unico figlio maschio Ignazio Jr. detto Baby-boy per una disgrazia e infine Giacobina, nata prematura. Igiea sposò nel 1921 Averardo Salviati, mentre Giulia convolò a nozze nel 1930 con Achille Belloso Afan de Rivera Costaguti, la cui figlia Costanza, con i fratelli e la cugina Oliva Salviati sono alcuni dei discendenti dei Florio. Vincenzo Florio jr, fratello minore di Ignazio non ebbe figli, né dalla prima moglie, Annina Alliata di Monterale, morta molto giovane di colera, né dalla seconda moglie, la modella francese Lucie Henry che quando conobbe l'inventore della Targa Florio a Parigi aveva già una figlia, Renè.

### Morte

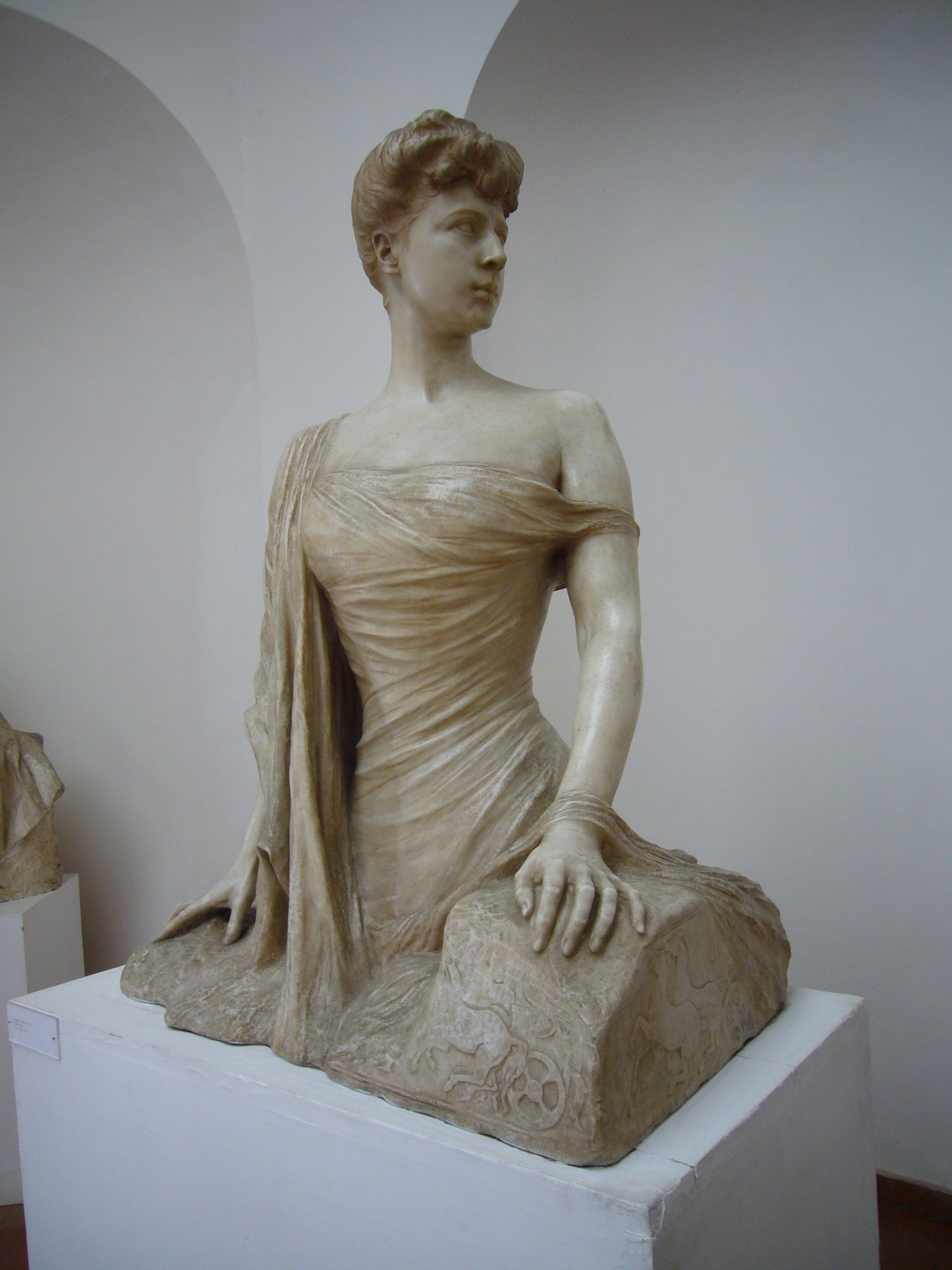
Statua di Franca Florio, opera di Pietro Canonica (Villa Borghese)

Morì a 77 anni e ormai priva di mezzi, a Migliarino Pisano, nella tenuta della figlia Igiea Salviati Florio, il 10 novembre 1950, ed è sepolta nella cappella di famiglia nel Cimitero di Santa Maria di Gesù a Palermo. Suo marito Ignazio si spense qualche anno dopo nel 1957, a casa dei nipoti a Palermo, all'età di 89 anni.

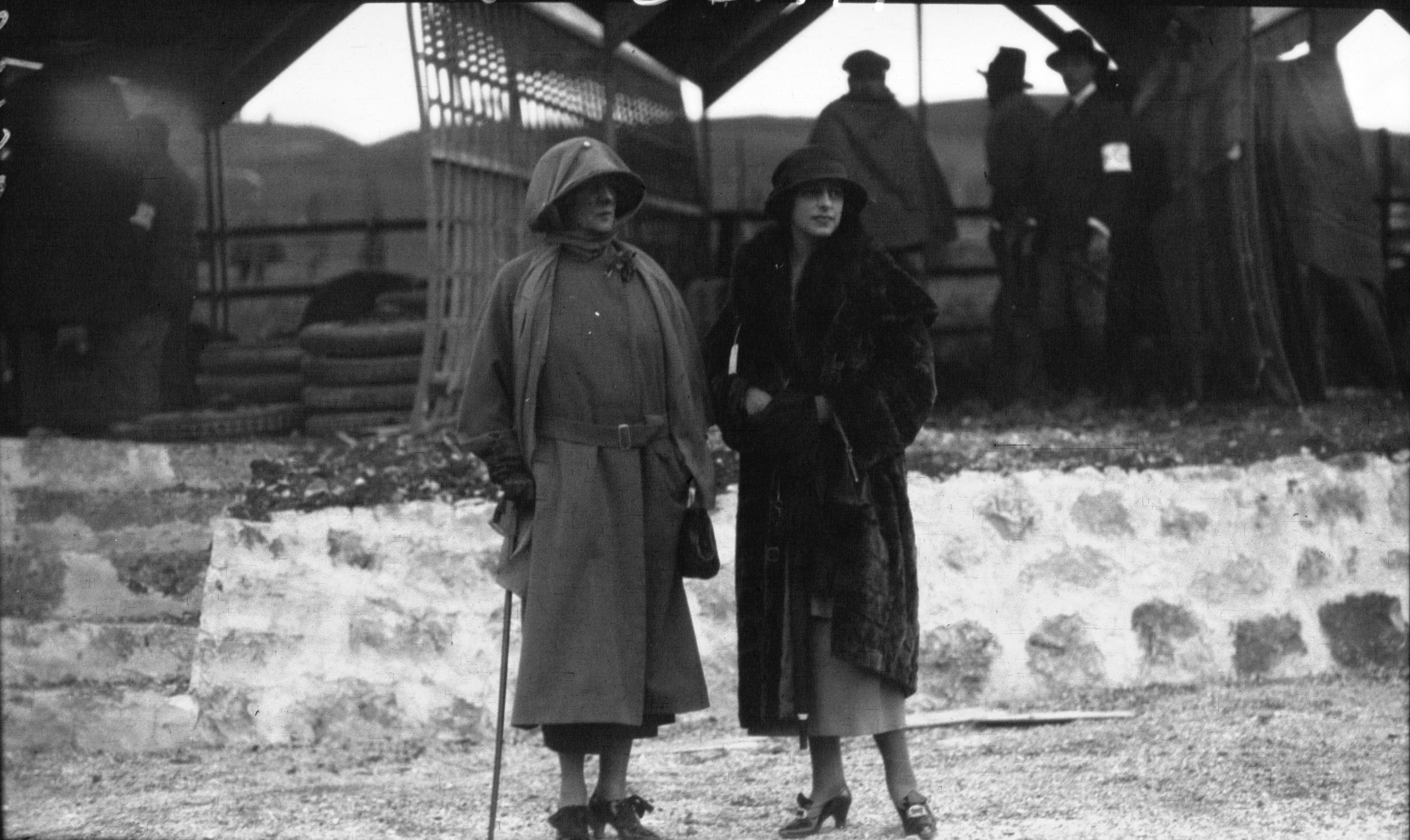
Franca Florio e Ms. Darbel alla Targa Florio del 1922

## La vita sociale

### Belle Époque siciliana

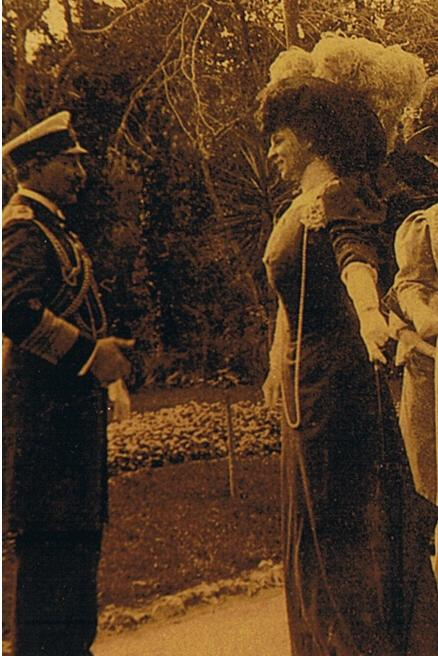
Donna Franca Florio ed il Kaiser Guglielmo II

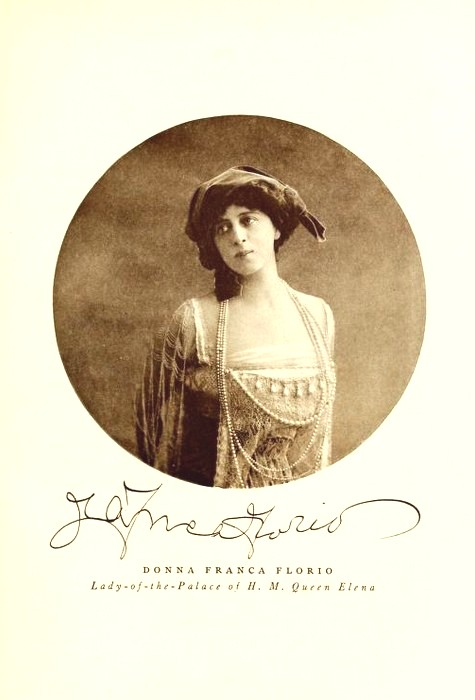
Donna Franca Florio fotografata nel 1911 dalla BATES-BATCHELLER

Franca Florio fu l'animatrice della "Belle Époque siciliana". Dai siciliani fu chiamata Donna Franca, la regina di Palermo. Grazie ai Florio, la Sicilia ad inizio secolo fu un punto di convergenza internazionale di una élite, che trascorreva fra Palermo e Taormina lunghi periodi dell'anno. Ospitò, tra gli altri, il re del Regno Unito ed imperatore delle Indie Edoardo VII e il di lui figlio Giorgio V; il kaiser Guglielmo II, che la soprannominò Stella d'Italia, con la moglie; lo zar di tutte le Russie Nicola II con la zarina, che si innamorarono tanto della villa dei Florio all'Arenella da farsene costruire una uguale in Russia a Peterhof; il re d'Italia Vittorio Emanuele III. Gabriele D'Annunzio la definì l'Unica.

### La persona
Fu una donna apprezzata da molti e il cui fascino andava oltre la già nota bellezza fisica: si diceva che avesse una particolare naturalezza nelle conversazioni, una cultura molto ampia e che fosse generosa d'animo. Ospitò spesso famiglie illustri dell'epoca per pranzi e cene. Trasformò nei fatti Palermo in una delle capitali europee. Fu famosa per i suoi gioielli ed, in particolare, per le sue perle, tutte Cartier, ormai visibili solo in foto e nel ritratto di Boldini. La vulgata parlava di un filo di otto metri, ma la figlia Giulia chiarì che si trattava di due fili uno di 1,80 m e uno di 1,40 m. Le perle erano talmente famose che Maria Orsini Natale  le citò nel libro e nel relativo film Francesca e Nunziata come la seconda collezione d'Italia, preceduta solo da quella della Regina Margherita. Famosi furono anche i suoi abiti. Il 25 giugno 2014 sono stati presentati a Palazzo Pitti tre suoi abiti restaurati, tra cui l'abito da sera nero del ritratto di Giovanni Boldini.
Dal 13 aprile al 12 maggio 2019 allo Stand Florio di Palermo si è tenuta la mostra "Fotografare Franca Florio. Il volto della Stella d’Italia", in cui sono state mostrate foto della collezione privata della famiglia.
Ebbe un grandissimo ruolo nei tanti affari del marito, armatore, industriale, albergatore, banchiere, che fu uno dei maggiori capitalisti dell'inizio del XX secolo.
La sua storia è stata raccontata nel balletto Franca Florio, regina di Palermo di Lorenzo Ferrero, messo in scena dal Teatro Massimo con Carla Fracci.

## Il ritratto del Boldini

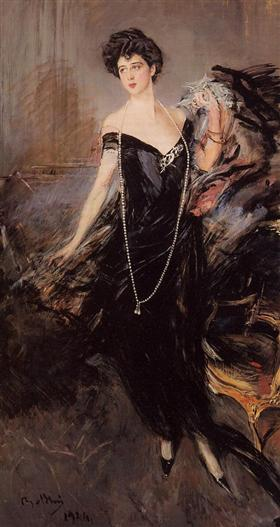
Ritratto di donna Franca Florio di Giovanni Boldini

Del ritratto di donna Franca Florio, dipinto da Giovanni Boldini in varie fasi e completato nel 1924, sono conosciute due versioni: in una versione Donna Franca appare fasciata da un abito da sera nero con maniche lunghe. Una seconda versione vede invece il soggetto con le braccia scoperte. L'analisi a raggi X ha però accertato che le due versioni del dipinto sono in realtà i risultati di sovrapposizioni successive e non di versioni differenti. In alcune foto, non citabili come riferimenti in questa sede, sono messe a confronto, però, due versioni a braccia scoperte con diverse scollature. Il ritratto ha avuto diversi proprietari, gli attuali sono Marida e Annibale Berlingieri, che lo hanno riportato a Palermo, ed in occasione delle manifestazioni per "Palermo Capitale della cultura italiana" è stato esposto al pubblico in una mostra a Villa Zito dal 16 al 20 marzo 2018.

## Memoria
Franca Florio è rappresentata, così come è ritratta nel celebre ritratto di Boldini, su un francobollo commemorativo emesso dalle Poste Italiane in occasione del 150º anniversario della nascita.